# Kevin Jörg
Kevin Jörg (Zúrich, 11 de septiembre de 1995) es un piloto de automovilismo suizo. En 2016 estuvo en la Renault Sport Academy, el programa de entrenamiento del equipo Renault de Fórmula 1.

## Carrera
Jörg comenzó su carrera en el automovilismo en el karting en 2007. En 2008 quedó segundo en la LO Swiss Junior ROK Cup, antes de terminar tercero en 2009 en esta clase. En 2010 ganó tanto la Clase Junior del Campeonato Nacional de Karting como la Copa Suiza Junior ROK.
En 2011, Jörg cambió a las carreras de fórmula e hizo su debut en la Fórmula BMW Talent Cup, donde finalmente terminó cuarto. Posteriormente participó en el último fin de semana de carreras de Fórmula Lista Junior para Jo Zeller Racing y terminó las carreras en el Autodromo Nazionale di Monza en octavo y noveno lugar. Al final de la temporada, condujo para Jenzer Motorsport en los dos últimos fines de semana de carreras de la Fórmula Abarth.
En 2012, Jörg hizo el cambio a tiempo completo a la Fórmula Abarth, que se dividió en un campeonato europeo e italiano, para Jenzer. En el Campeonato de Europa, logró seis podios y terminó sexto en el campeonato con 176 puntos. En el campeonato italiano subió al podio tres veces y también terminó sexto con 122 puntos. Al final de la temporada, condujo en el último fin de semana de carreras de la Copa de Europa del Norte de Fórmula Renault y la Eurocopa de Fórmula Renault, para Daltec Racing y EPIC Racing respectivamente.
En 2013, Jörg condujo un programa doble tanto en la Eurocup Formula Renault 2.0 como en la Fórmula Renault 2.0 Alpes, en la que volvió a salir por Jenzer. En la Eurocopa ha tenido una temporada complicada en la que solo ha conseguido dos puntos con una novena plaza en el camino hacia la 23ª plaza de la clasificación final durante el último fin de semana de carrera en el Circuito de Barcelona-Cataluña. En los Alpes, lo hizo mucho mejor con un podio en Spa-Francorchamps y dos en el Misano World Circuit Marco Simoncelli, lo que lo convirtió en cuarto en el campeonato detrás de Antonio Fuoco, Luca Ghiotto y Bruno Bonifacio con 90 puntos.
En 2014, Jörg solo compitió a tiempo completo en la Eurocup, donde pasó a Josef Kaufmann Racing. En el Moscow Raceway ganó su primera carrera en el campeonato y con otros dos podios llegó sexto en la clasificación final con 87 puntos. Además, condujo algunos fines de semana de carreras de la Fórmula Renault 2.0 NEC para Kaufmann y ganó dos carreras en Monza y Spa-Francorchamps y con otro puesto en el podio en Nürburgring terminó decimotercero en el campeonato con 118 puntos.
En 2015, Jörg volvió a competir en un programa doble tanto en la Eurocup como en la NEC para Kaufmann. En la Eurocup ganó una carrera en Silverstone y con cinco segundos puestos detrás de Jack Aitken y Louis Delétraz fue tercero en el campeonato con 193 puntos. En el NEC ganó dos carreras en el Red Bull Ring y quedó segundo con 305 puntos con otros nueve podios detrás de Delétraz.
En 2016, Jörg hizo su debut en la GP3 Series para el equipo DAMS. Lo hizo como piloto del nuevo programa de entrenamiento del equipo Renault de Fórmula 1. Con un cuarto puesto durante el último fin de semana de carrera en el Circuito Yas Marina como mejor resultado, finalizó decimocuarto en la clasificación final con 26 puntos.
En 2017, Jörg pasó al equipo Trident dentro de la GP3.